# Krasnouralsk
Krasnouralsk (rusky Красноуральск) je město ve Sverdlovské oblasti v Ruské federaci. Při sčítání lidu v roce 2010 měl bezmála pětadvacet tisíc obyvatel.

## Poloha a doprava
Krasnouralsk leží na východní straně Uralu na potoce Kušajka blízko jeho ústí do Saldy, přítoku Tury v povodí Obu. Je vzdálen přibližně 180 kilometrů severně od Jekatěrinburgu, správního střediska oblasti.
Do města vede krátká místní železniční trať z několik kilometrů západně ležící Verchňaje Tury, kde je připojena na trať z Kušvy do Serova.

## Dějiny
První osídlení vzniká v roce 1832 s objevem zlata, ale později se zdejší naleziště ukazují jako slabá. Ještě v 19. století ale dochází k objevení silných ložisek chalkopyritu a následně je v roce 1925 založena huť na měď a k ní přiléhající sídlo Bogomolstroj (Богомолстрой), jehož název je odvozen od zlatokopa Bogomolova, na jehož pozemku byl chalkopyrit objeven. V roce 1929 dochází k přejmenování na Uralmedstroj (Уралмедьстрой) a v roce 1932 k přejmenování na Krasnouralsk a povýšení na město.

### Rodáci
- Vitalij Ivanovič Sevasťjanov (1935 – 2010), kosmonaut a konstruktér